# Xanthomaculina frondosa
Xanthomaculina frondosa är en lavart som först beskrevs av Hale, och fick sitt nu gällande namn av Hale. Xanthomaculina frondosa ingår i släktet Xanthomaculina och familjen Parmeliaceae. Inga underarter finns listade i Catalogue of Life.